# آرزوهای بزرگ (فیلم ۲۰۱۲)
آرزوهای بزرگ (انگلیسی: Great Expectations) فیلمی در ژانر درام به کارگردانی مایک نیوول است که در سال ۲۰۱۲ منتشر شد.

## بازیگران
- رالف فاینس
- هلنا بونهام کارتر
- جیسون فلمینگ
- رابی کالتران
- هالیدی گراینگر
- جرمی ایروین
- سالی هاوکینز
- جسی کیو
- دانیل ویمن
- تامزین آوث‌ویت
- بن لوید-هیوز